# حنشيات وأشباهها
حنشيات وأشباهها (الاسم العلمي: Colubroidea) هي «فصيلة عليا» من الافاعي تتبع رتيبة الثعابين من رتبة الحرشفيات.
تحوي هذه الفصيلة العُليا على ما يزيد عن 85% من أنواع الافاعي الموجودة، أكبر فصيلة ضمنها هي فصيلة الحنشيات لكنها تضم أيضا 6 فصائل أخرى، على الاقل 4 منها تم تصنيفها سابقا ضمن فصيلة الحنشيات، لكن مع مساعدة علم الوراثة العرقي الجزيئي تمكن العلماء من فهم علاقة القرابة بين هذه الافاعي بشكل أفضل، حيث تبين انها احادية العرق أي لها سلف مشترك أو خلية جذعية واحدة.

## التصنيف
- الحنشيات
  - الحنشاوات
    - الحنش